# Бейсик-инглиш
Бе́йсик-и́нглиш (англ. Basic English — базовый английский; иногда название расшифровывается как British Academic Scientific International Commercial — «британский академический научный международный коммерческий») — контролируемый язык на основе английского языка, созданный в 1925 году британским лингвистом и философом Чарльзом Огденом в качестве международного вспомогательного языка, который послужил бы средством для преподавания английского языка как второго. В своей сущности, бейсик-инглиш — упрощенный вариант английского языка. Язык был представлен в книге Огдена «Бейсик-инглиш: общее введение с правилами и грамматикой» (англ. Basic English: A General Introduction with Rules and Grammar). Первую работу на бейсик-инглише написали Айвор Ричардс и Чарльз Огден.
Концепт упрощенного английского получил наибольшую огласку после победы Союзников во Второй мировой войне. Огден был убежден, что в мире необходимо искоренять язык меньшинства и использовать только английский в той или иной форме. Широкую известность получила научно-фантастическая книга Герберта Уэллса «Облик грядущего» (англ. The Shape of Things to Come), написанная в 1933 году. В ней автор представляет язык как интернациональный язык будущего, в котором человечество победило мировое авторитарное правительство и теперь изучает бейсик-инглиш в качестве второго языка.
Основное отличие от английского языка — сокращённый словарь (850 слов). Английская грамматика в бейсик-инглише осталась в основном без изменений.
Бейсик-инглиш схож с Plain English (простой английский язык), на котором существует отдельный раздел Википедии.

## Правила грамматики
Грамматика бейсик-инглиша проще и использует только самые часто используемые слова английского языка. В языке допускаются не все значения слов.
1. Множественное число существительных образуется с добавлением -s. Также применимы исключения: -es / -ies.
2. Для образования слов из существительных используются 3 суффикса/окончания:-er, -ing, -ed.
3. -ly преобразует прилагательные в наречия.
4. Для образования степеней сравнения используются: два окончания -er / -est и слова more / most.
5. un- меняет значение слов на противоположное.
6. Если поменять местами подлежащее и сказуемое и поставить do в начале предложения, получается вопросительное предложение.
7. Местоимения склоняются как и в обычном английском языке.
8. Сложные слова получаются путём объединения двух существительных (например «milkman») или существительного и глагола («sundown»).
9. Числа, денежные единицы, даты, время, и международные слова записываются как в международной форме. Например, дата и время: 20 May 1972 at 21:00
10. В случае необходимости используются слова из промышленности и науки в представленной в словаре форме.

## Образцы текстов

### Отче наш
| Бейсик-инглиш | Стандартный английский |
| --- | --- |
| Our Father in heaven, may your name be kept holy. Let your kingdom come. Let your pleasure be done, as in heaven, so on earth. Give us this day bread for our needs. And make us free of our debts, as we have made those free who are in debt to us. And let us not be put to the test, but keep us safe from the Evil One. | Our Father in heaven, hallowed be your name, your kingdom come, your will be done, on earth as it is in heaven. Give us today our daily bread. And forgive us our debts, as we also have forgiven our debtors. And lead us not into temptation, but deliver us from the evil one. |